# دربند مجد العلما
دربند مجد العلما مربوط به دوره قاجار است و در اردکان، محله چرخاب، روبروی مسجد حاج رجبعلی واقع شده و این اثر در تاریخ ۲۴ اسفند ۱۳۸۳ با شمارهٔ ثبت ۱۱۶۱۸ به‌عنوان یکی از آثار ملی ایران به ثبت رسیده است.